# Glossocarya
Glossocarya es un género de plantas con flores con siete especies pertenecientes a la familia de las lamiáceas, anteriormente se encontraba en las verbenáceas.
Es nativo de Queensland en Australia.

## Especies seleccionadas
- Glossocarya calcicola Domin (1928).
- Glossocarya coriacea Munir (1990).
- Glossocarya crenata H.R.Fletcher (1938).
- Glossocarya hemiderma (F.Muell. ex Benth.) Benth. ex B.D.Jacks. (1893).